# Redaktor techniczny
Redaktor techniczny – osoba lub zespół osób w wydawnictwie odpowiedzialna za graficzną stronę książki (nie treści czy obrazów). Określa krój i wielkość czcionki lub fontu, układ zdjęć, rysunków, tabel itp. na szpalcie. Pracuje głównie na maszynopisie wydawniczym oraz tzw. "szczotce". Końcowym etapem jego pracy jest wydanie zgody na druk pozycji (podpisanie do druku). Zwykle występuje w stopce wydawniczej.